# موندو و داستان‌های دیگر
موندو و داستان‌های دیگر مجموعه داستانی است نوشته ژان ماری گوستاو لوکلزیو برنده جایزه نوبل سال ۲۰۰۸ میلادی.
این کتاب توسط ناصر فکوهی ترجمه شده و از انتشارات ماه‌ریز قرار است منتشر شود. ترجمهٔ این کتاب به فارسی توسط ناصر فکوهی در سال ۱۳۷۸ به پایان رسید اما چاپ آن تا امروز که لوکلزیو برنده جایزه نوبل شده‌است، به تعویق افتاد. 

## پی‌نوشت
1. ↑  «موندو و داستان‌های دیگر». انسان‌شناسی و فرهنگ. ۲۴ آبان. بایگانی‌شده از اصلی در ۱۵ مه ۲۰۱۱. دریافت‌شده در ۵ فروردین ۱۳۹۰. از پارامتر ناشناخته |ماه= صرف‌نظر شد (کمک); تاریخ وارد شده در |تاریخ=، عدم تطابق|سال= / |تاریخ= را بررسی کنید (کمک)